# Наджм ад-дин Кубра
Наджм-ад-дин Абу-ль-Джаниб Ахмад ибн Умар аль-Хорезми известный как Наджм ад-дин аль-Кубра (араб. نجم الدين الكبرى‎; 1145, Хива — 1221, Гургандж) — персидский мистик и богослов, автор многочисленных философских и богословских трактатов, суфийский шейх и поэт, основатель тариката Кубравия.

## Биография
Наджм-ад-дин Абу-ль-Джаниб Ахмад ибн Умар аль-Хиваки аль-Хорезми родился в Хиве (Хорезм), в молодости изучал хадисы и калам и начал религиозную деятельность как традиционалист. Учился в Египте, Тебризе и Хамадане.
Вернувшись в родной Хорезм, он основал в Гургандже (Ургенче) ханака и братство Кубравия. Из многочисленных учеников ал-Кубра вышли знаменитые теоретики мистицизма и авторы классических трудов по суфизму. Среди них: поэт-мистик Наджм ад-дин Дайа Рази (ум. в 1256 г.), Са’д ад-дин Хаммуйа (ум. в 1252 г.), Сайф ад-дин Бахарзи (ум. в 1261 г.) и др.
По легенде, несмотря на просьбу Чингис-хана покинуть город, Наджм ад-дин Кубра остался защищать Ургенч со своими учениками с оружием в руках.
Его могила и мавзолей находятся на территории Кёнеургенчского национального историко-культурного музея-заповедника в г. Кёнеургенч, Туркменистан.

## Творчество
Наджм ад-дин аль-Кубра создал свою школу мистического пути познания. Он был учителем Султана Улемов Бахааддина Веледа, Мадждаддина Багдади и многих известных суфийских шейхов и поэтов. Согласно аль-Кубра, человек есть микрокосм, содержащий в себе всё то, что наличествует в макрокосме. Он дал чёткую градацию цвето-световой символики, которую наблюдает неофит во время мистических упражнений, — это точки, пятна и круги: душа проходит через этапы ощущений, которые воспринимаются в чёрном цвете, перемежающемся чёрно-красными пятнами, до тех пор, пока появление зелёного цвета не возвестит о близости божественной милости.
Наджмуд-Дин Кубра оставил после себя многочисленные трактаты на персидском и арабском языках. Некоторые из них следующие:
- 1)"Адаб ус-суфиййа" («Поведение суфиев») — «Эстелахат-е суфийе» («Суфийские термины»). Эта книга на — персидском языке, состоит из 7 глав: о правилах ношения хирки, о том как сидеть, как вставать, о приеме пищи, о приглашении, о сема' и т. п.
- 2)"Усул ул-ашара" («Десять принципов»). Эта книга на — арабском языке и поясняет 10 макамов (стоянок) и понятий ирфана.
- 3)"Ресалат ул-хаэф ул-хаэм ан лоумат ил-лаэм" («Важнейший трактат о порицании упреков»). Эта книга также на — арабском языке о 10-и условиях солук (странствия).
- 4)"Шарх-е хадис-е «Кунта каизаи махфийан» («Комментарий хадиса» «Кунта канзан махфипан»).
- 5)"Фаваих ул-джамал ва фаватих ул-джалал" («Прекрасные ароматы и великолепные откровения»).

Эта книга на — персидском языке является самым важным произведением
Наджм уд-Дина Кубра и поясняет многие стороны его жизни и мыслей.
- 6)"Исламийе". Поэтическое произведение об ирфане, написанное Наджм уд-Дином Кубра.

У шейха Наджм уд-Дина Кубра имеются четверостишия на — персидском языке, которые встречаются в разбросанном виде в различных книгах, посвященных жизни ученых. Некоторые его четверостишия встречаются среди четверостиший Хайяма, а некоторые принадлежат Наджмуд-Дину Рази.